# Харьковская (станция метро)
«Ха́рьковская» (укр. «Ха́рківська»,  (слушать)о файле) — 37-я станция Киевского метрополитена. Расположена в Дарницком районе города Киева, на Сырецко-Печерской линии между станциями «Позняки» и «Вырлица». Станция открыта 28 декабря 1994 года.
Согласно первоначальным планам, станция должна была оставаться конечной, а за ней предполагалась постройка электродепо «Бортничи».
Название получила от расположенных рядом Харьковского массива и Харьковского шоссе. Пассажиропоток — 30,9 тыс. чел./сутки.

## Конструкция
Станция мелкого заложения, односводчатая (без колонн), подземный зал с островной платформой. Платформа соединена лестничными маршами с двумя подземными вестибюлями, совмещёнными с подземными переходами под транспортной развязкой на пересечении проспекта Николая Бажана и улицы Ревуцкого.
Наземные вестибюли отсутствуют.

## Оформление
Основной идеей авторов при создании образа станции стало объединение платформенной части с вестибюлями в единую композицию. Внутреннее подземное пространство станции полностью раскрыто благодаря применению железобетонных конструкций, в результате чего центральный зал и кассовые залы сливаются в единый объём. Этот прием дополнен световой линией из двух световых групп, каждая из которых начинается в вестибюлях, и трех больших многоуровневых люстр в центре зала с матовыми шарообразными плафонами молочно-белого цвета. Порталы тоннелей объединены с обзорными балконами, на которых размещены входы в блоки служебных помещений.
Особенностью конструкции станции является необычный профиль путевых стен — в центре они облицованы белым мрамором с выложенным названием станции, а ближе к вестибюлям в них включены дуговые сегменты из серого гранита.

## Изображения

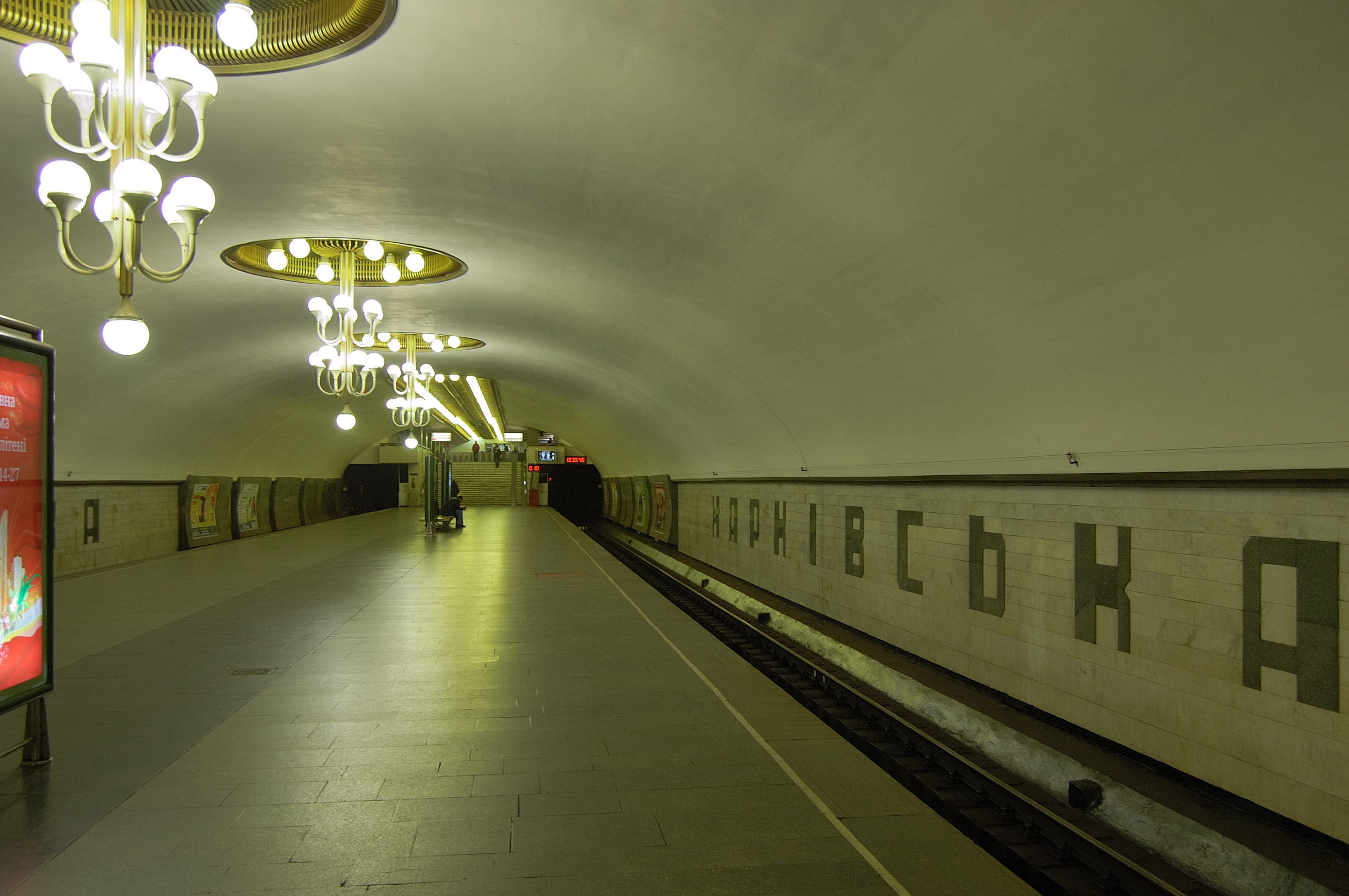
Платформа станции
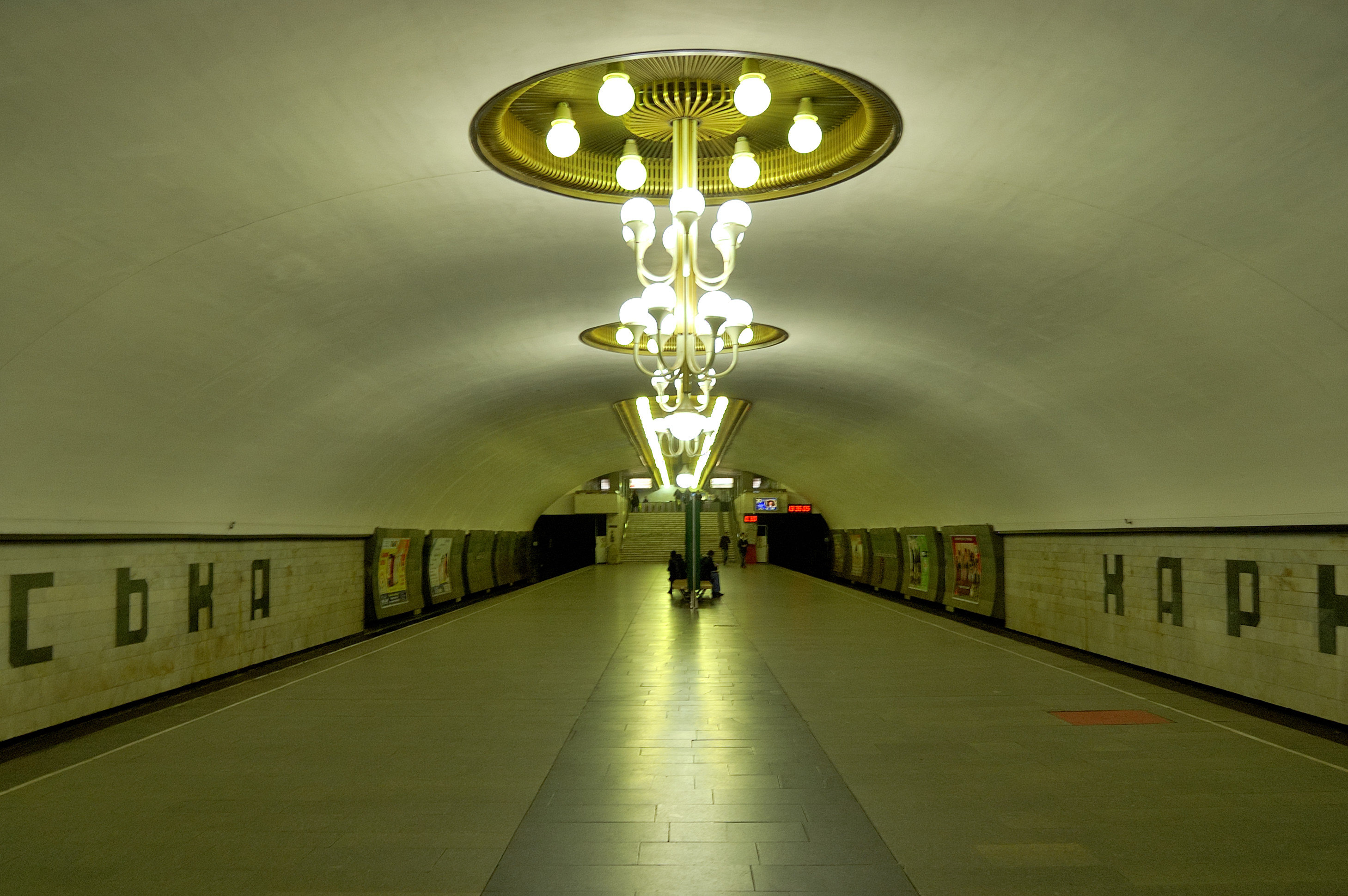
Платформа станции
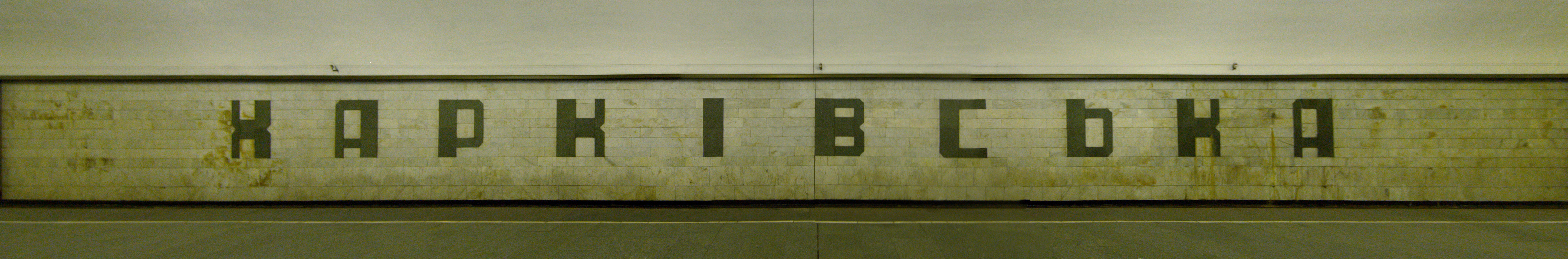
Название станции на путевой стене
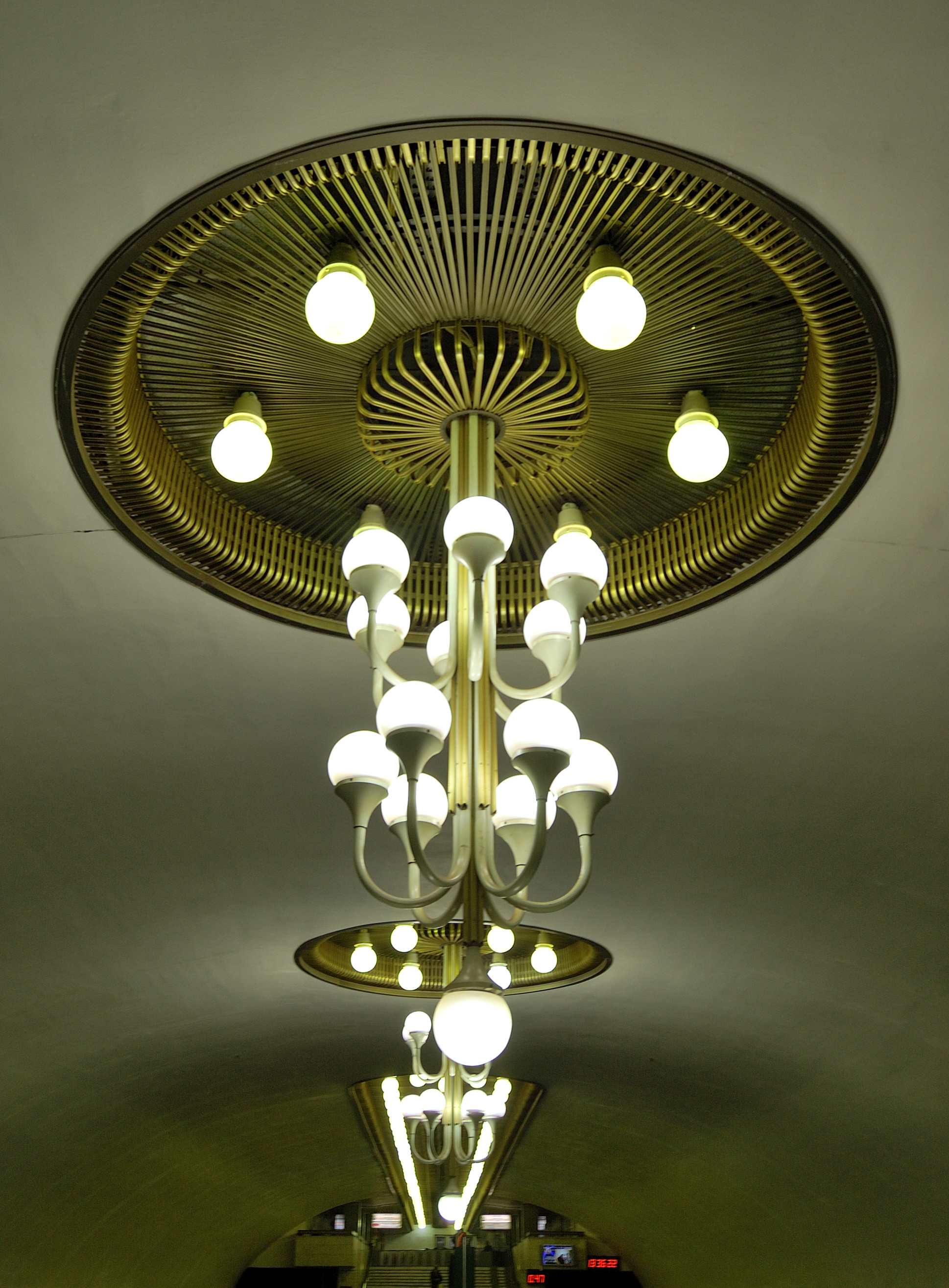
Светильник над платформой
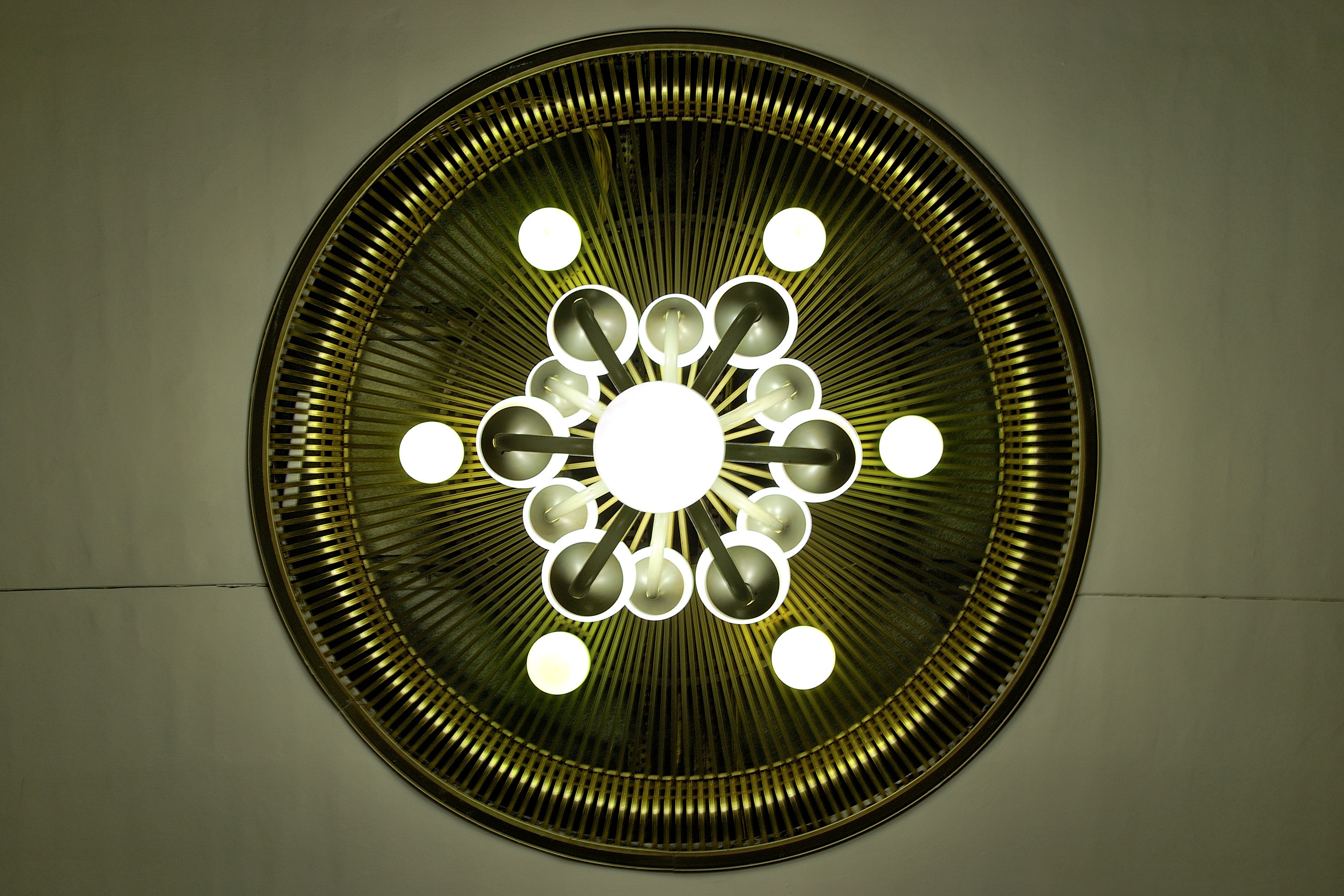
Светильник над платформой
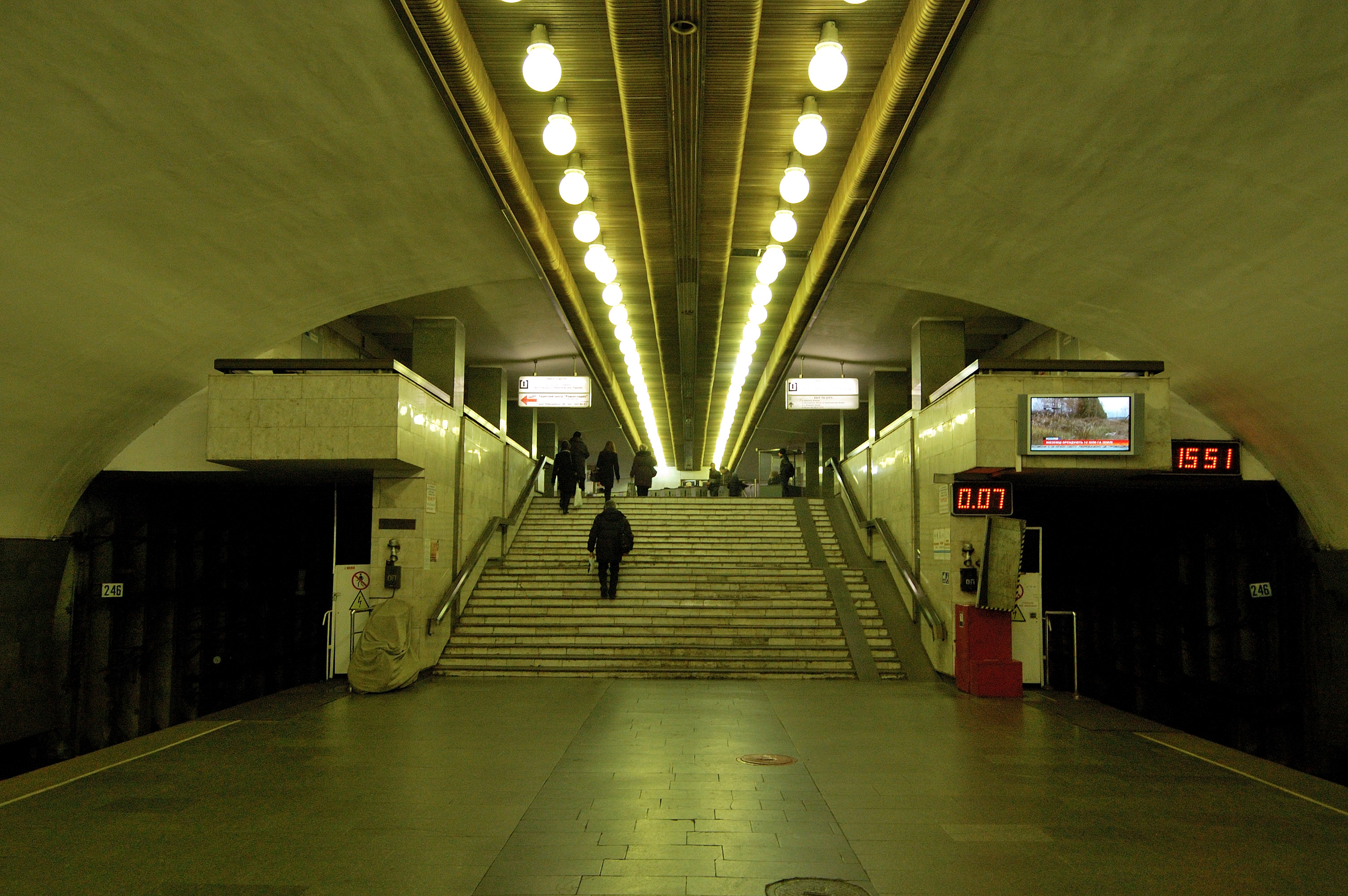
Лестница с платформы
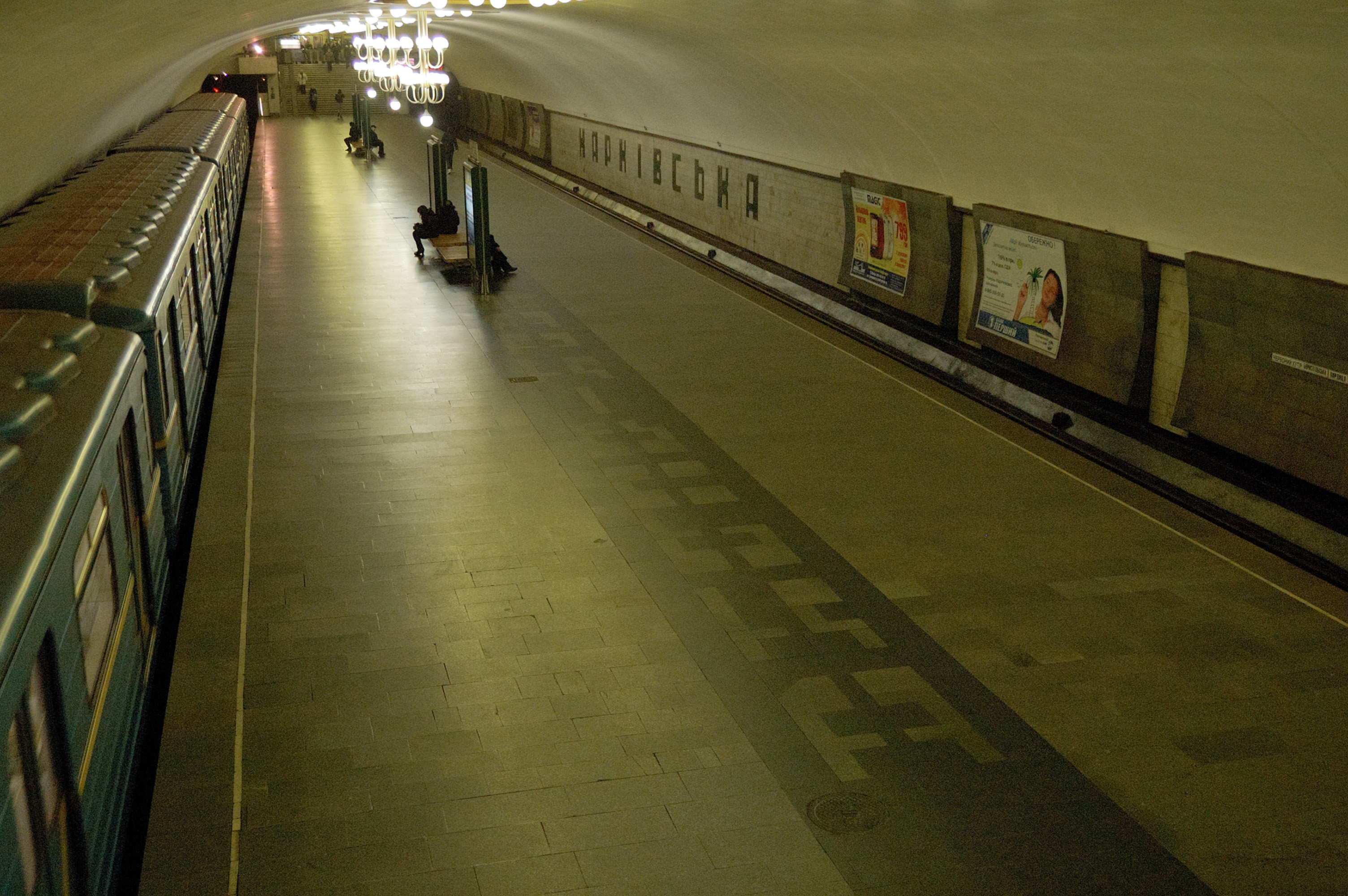
Название станции на полу платформы
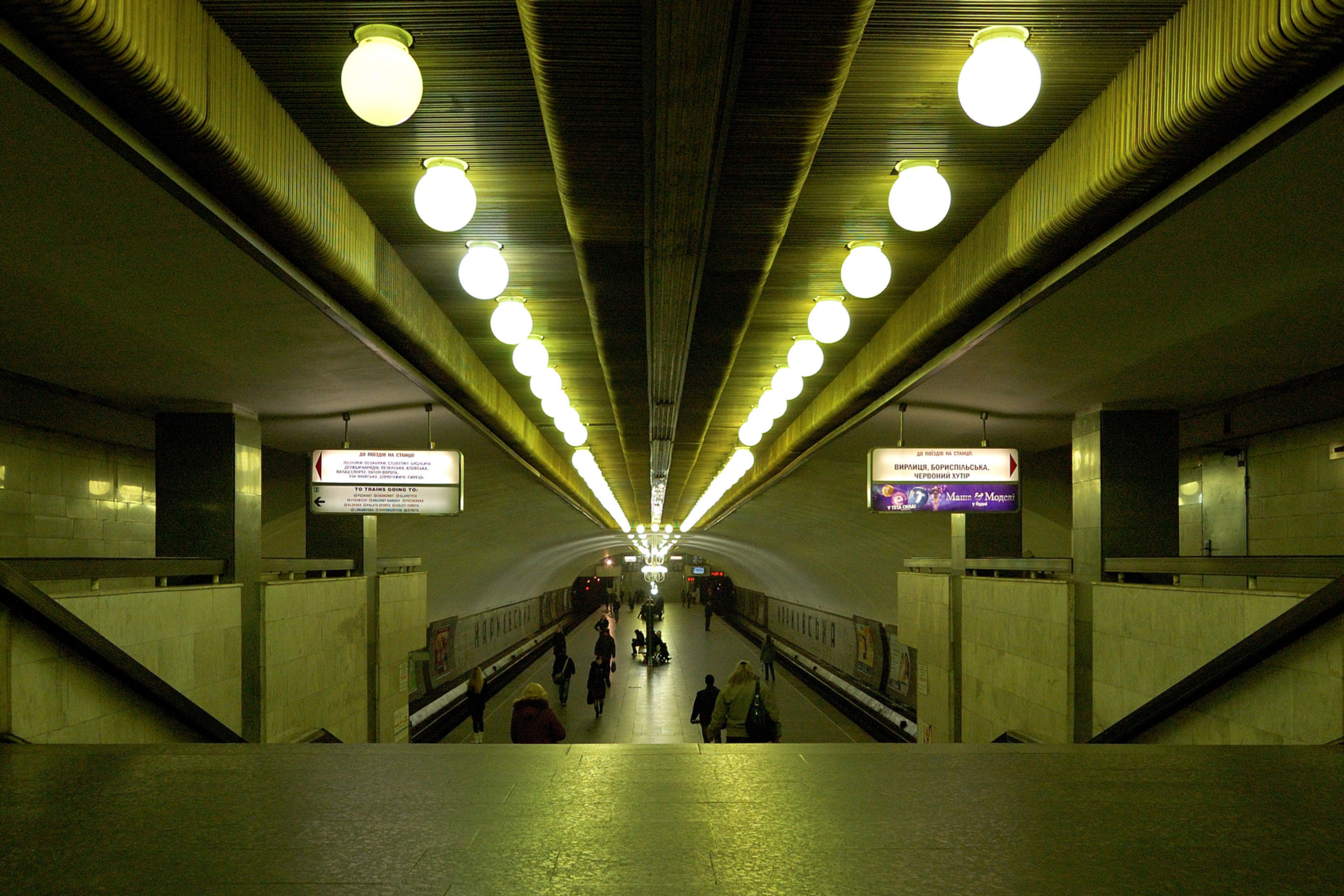
Вид на платформу из подземного вестибюля
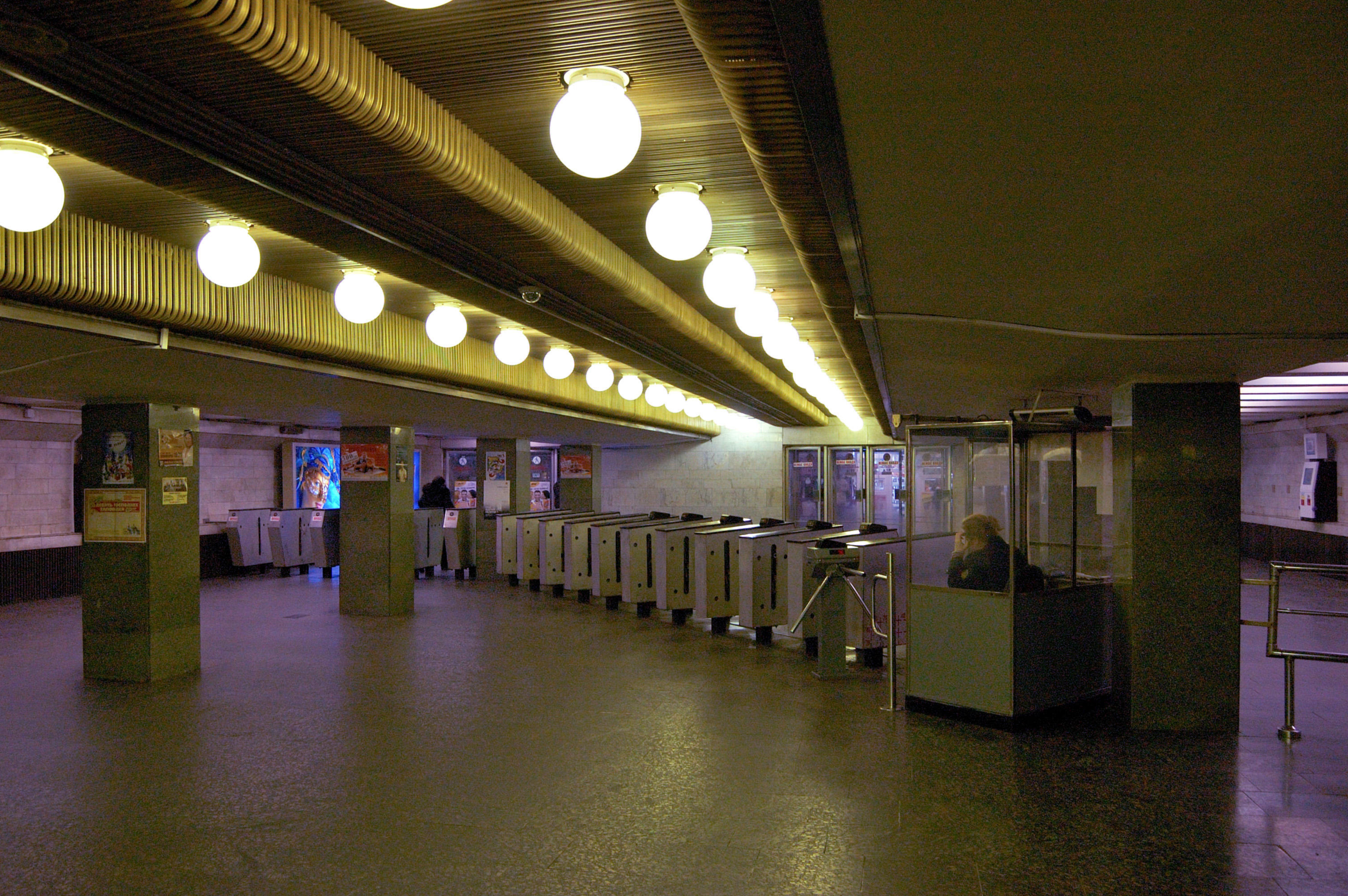
Подземный вестибюль
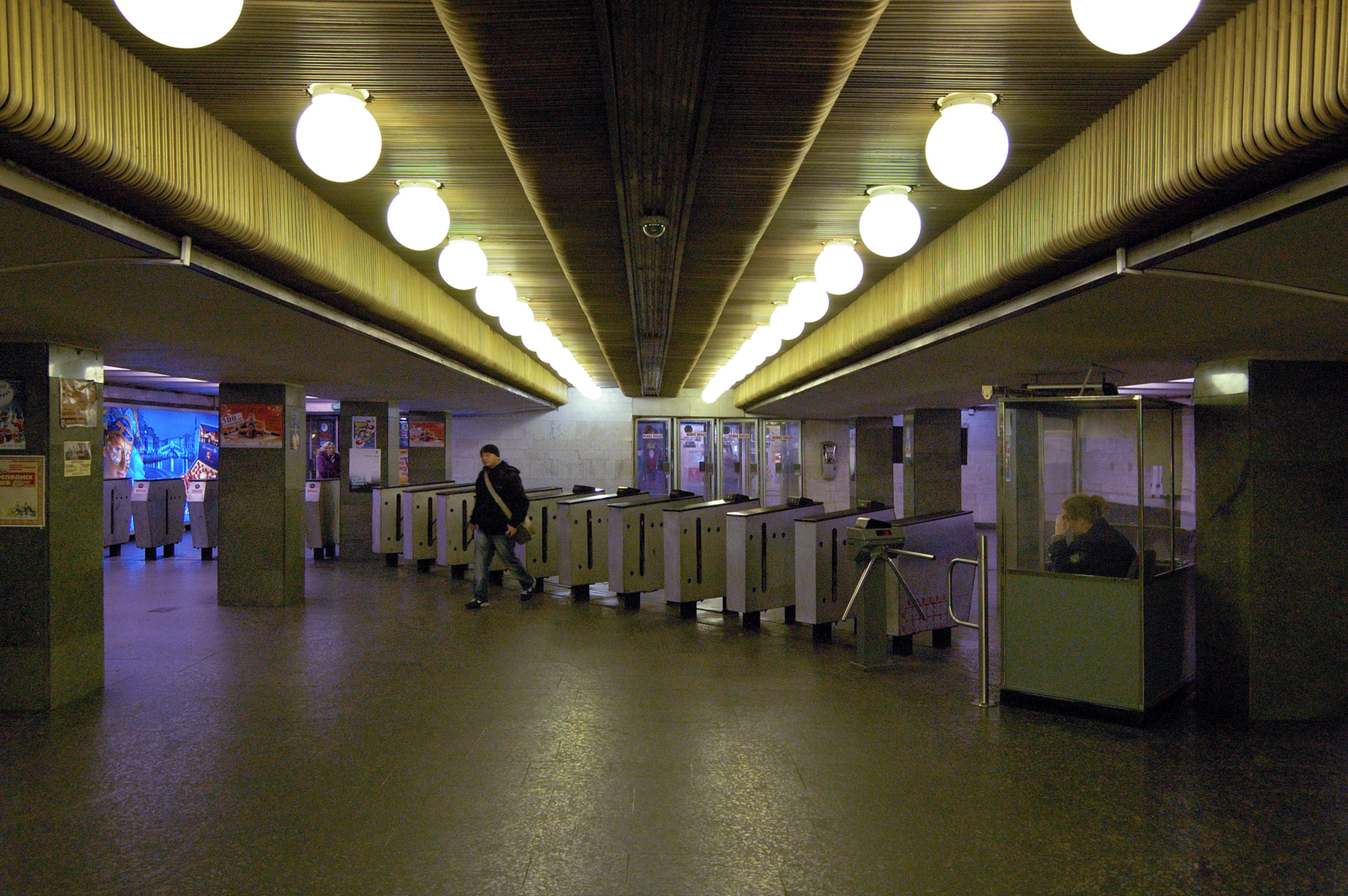
Подземный вестибюль

## Режим работы
Открытие — 5:27, закрытие — 0:02
Отправление первого поезда в направлении:
- ст. «Красный хутор» — 6:14
- ст. «Сырец» — 5:35

Отправление последнего поезда в направлении:
- ст. «Красный хутор» — 0:39
- ст. «Сырец» — 0:06

Расписание отправления поездов в вечернее время суток (после 22:00) в направлении:
- ст. ст. «Красный хутор» — нет данных
- ст. «Сырец» — 22:00, 22:12, 22:24, 22:41, 23:58, 23:14, 23:31, 23:48, 0:05